# Epsilon归纳法
在数学中，{\displaystyle \in }归纳法:175（ε歸納法、Epsilon归纳法）是超限归纳法的变种，在集合论中，用以证明所有集合x皆满足某性质P，即命題P[x]成立。{\displaystyle {\boldsymbol {\in }}}归纳公理斷言對所有性質P，

若只要集合x的所有元素y皆滿足性質P就足以推出x满足性質P，那么所有x都满足P。

用公式表达是这样：
{\displaystyle \forall x\left(\forall y(y\in x\rightarrow P[y])\rightarrow P[x]\right)\rightarrow \forall x,P[x].}:174
此公理等价于策梅洛-弗兰克尔集合论中的正则性公理，即斷言所有集合皆良基。